# Leioproctus kalen
Leioproctus kalen là một loài Hymenoptera trong họ Colletidae. Loài này được Toro mô tả khoa học năm 2000.